# Distrito de Břeclav
El distrito de Břeclav es uno de los siete distritos que forman la región de Moravia Meridional, República Checa, con una población estimada a principio del año 2018 de 115 757 habitantes. Se encuentra ubicado al sureste del país, al sureste de Praga, cerca de la frontera con Eslovaquia y Austria. Su capital fue la ciudad de Břeclav.

## Localidades (población año 2018)
- Bavory 395
- Boleradice 903
- Bořetice 1292
- Borkovany 829
- Břeclav 24 797
- Březí 1635
- Brod nad Dyjí 514
- Brumovice 971
- Bulhary 767
- Diváky 509
- Dobré Pole 460
- Dolní Dunajovice 1694
- Dolní Věstonice 314
- Drnholec 1790
- Hlohovec 1309
- Horní Bojanovice 658
- Horní Věstonice 474
- Hrušky 1575
- Hustopeče 5928
- Jevišovka 659
- Kašnice 208
- Klentnice 538
- Klobouky u Brna2447
- Kobylí 2076
- Kostice 1906
- Křepice 1332
- Krumvíř 1244
- Kurdějov 426
- Ladná 1242
- Lanžhot3738
- Lednice 2293
- Mikulov 7387
- Milovice 447
- Moravská Nová Ves 2597
- Moravský Žižkov 1441
- Morkůvky 483
- Němčičky 689
- Nikolčice 766
- Novosedly 1175
- Nový Přerov 317
- Pavlov 587
- Perná 776
- Podivín3001
- Popice 927
- Pouzdřany 762
- Přítluky 806
- Rakvice 2186
- Šakvice 1434
- Sedlec 861
- Šitbořice 2037
- Starovice 917
- Starovičky 849
- Strachotín 791
- Tvrdonice 2065
- Týnec 1109
- Uherčice 1059
- Valtice 3538
- Velké Bílovice 3914
- Velké Hostěrádky 493
- Velké Němčice 1770
- Velké Pavlovice 3117
- Vrbice 1091
- Zaječí 1442